# Enfermeras
Az Enfermeras egy kolumbiai telenovella, amit a RCN Televisión készített 2019 és 2022 között. Főszereplői: Diana Hoyos, Sebastián Carvajal, Viña Machado, Julián Trujillo, Lucho Velasco, Nina Caicedo, Federico Rivera, María Manuela Gómez és Cristian Rojas.

## Főszereplők
| Színész(nő)         | Szerepnév                 |
| ------------------- | ------------------------- |
| Diana Hoyos         | María Clara González      |
| Sebastián Carvajal  | Carlos Pérez              |
| Viña Machado        | Gloria Mayorga Moreno     |
| Julián Trujillo     | Álvaro Rojas              |
| Lucho Velasco       | Manuel Alberto Castro     |
| Nina Caicedo        | Sol Angie Velásquez       |
| Federico Rivera     | Héctor Rubiano "Coco"     |
| María Manuela Gómez | Valentina Duarte González |
| Cristian Rojas      | Camilo Duarte González    |